# Согдиана
Согдиа́на, также Согд (согд. Soɣd, swγδykstn [Səγʷδī́kstən]) — древняя историческая область в Центральной Азии, в восточном междуречье Окса (Амударья) и Яксарта (Сырдарья), в центре Зарафшанской долины. В 712 году была завоевана и стала частью Арабского халифата, с IX века стала частью государства Саманидов. Ныне на бывшей территории Согда существуют Узбекистан (где располагался центр Согдианы — город Самарканд) и Таджикистан (территория Согдийской области). Некоторые исследователи считают, что Согд состоял из трёх частей: Бухарского, Самаркандского и Кашкадарьинского Согдов.
В VIII веке до н. э. здесь была основана столица государства — Мараканда (Самарканд). Вторая столица Согда находилась на месте нынешнего городища Кук-тепа в Пайарыкском районе Самаркандской области. 
Согдийские купцы и дипломаты путешествовали  далеко на запад - вплоть даже до Византии. Они играли важную роль в качестве посредников на торговом пути Великого шёлкового пути. Хотя первоначально согдийцы и их потомки следовали верованиям зороастризма, манихейства, буддизма и, в меньшей степени, несторианства из Передней Азии, постепенное обращение в ислам среди согдийцев и их потомков началось с арабского завоевания Средней Азии в VIII веке.

## Этимология
Название Согд (авест. Gāum yim suγδō.šaiianəm, «Оседлое поселение, обиталище согдийцев») впервые упоминается в перечне «Шестнадцати наилучших стран» в священной книге «Авеста», созданной Ахура Маздой для человечества, как вторая наилучшая страна после Аирйанэм-Ваэджа (авест. Airiianəm vaējah, «Прародина ариев»), что указывает на важность этого региона с древних времен.
Этноним «Сугд», сопровождающий в текстах Авесты топоним «Гаум», исследователи возводят либо к общеиран. *suxta- «очищенный огнём» (ср. осет. sugdæg «чистый, святой»), либо, по другому мнению, к самоназванию согдийцев (swγδ, swγδ’k), восходящему к этнониму «сака», «скиф», «ашкузаи». Обельченко утверждает, что древнее население Согда — это те же саки, но ведущие оседлый образ жизни и поддерживающие теснейшие связи со своими соплеменниками.
В той же Авесте в Мехр-яште (Yt. 10.14), где описывается регион, в котором обитают арии, Согд наряду с Хорезмом и четырьмя другими странами указаны как страны «Аирьяшаяны» (авест. Airiiō.šaiiana-, «Обиталища ариев»). Однако это утверждение вероятно является более поздней вставкой.
В древнегреческих источниках Согдиана упоминается как «др.-греч. Σογδιανή», в древнетюркских рунических памятниках как «др. тюрк. ‏𐰽𐰆𐰍𐰑‎, soүd».

## История

### Предыстория
На территории Зерафшанской долины существовала культура бронзового века, памятником бронзового века является поселение Саразм, на территории современного Таджикистана, датируемого 4 тысячелетием до н. э.

### Ахеменидский период
Ахеменидский правитель Кир II Великий покорил Согдиану во время кампании в Центральной Азии в 546—589 годах до н. э. Топоним Согдиана использовался как название области Сугуда — сатрапии империи Ахеменидов, девятнадцатой в надписи царя Дария I Великого на скале Бехистун, которая занимала территорию современных Таджикистана (кроме Памира) и Узбекистана (кроме Хорезма). Согдиана лежала к северу от Бактрии.
Согд входил в древнеперсидскую Ахеменидскую державу на протяжении VI—IV веков до н. э., по крайней мере до правления Артаксеркса II. Вместе с Парфией, Хорезмом и Арией Согд был включен в её 11-ю сатрапию. Население Согда платило значительные налоги серебром, поставляло драгоценные камни, предоставляло в распоряжение персидских царей воинские контингенты.
Согдийцы, наряду с другими иранскими народами Средней азии, активно участвовали в греко-персидских войнах и были важной частью ахеменидского войска.

### Эллинистический период
В 329—327 годах до н. э. население Согда во главе со Спитаменом (убит в 327 году до н. э.) оказало упорное сопротивление Александру Македонскому. Одним из решающих событий стала битва у Политимета (река Зерафшан), в которой греко-македонские войска впервые за семилетнюю военную кампанию потерпели поражение. Тем не менее в итоге восстание согдийцев было подавлено. Александр Македонский объединил Согдиану и Бактрию в одну сатрапию, правителем которой был назначен Филипп III Арридей. По некоторым данным, Худжанд (Кирополь) был переименован Александром Македонским в Александрию Эсхату (Александрия Крайняя), а сам греческий завоеватель женился на местной аристократке, дочери Оксиарта — Роксане.
После смерти Александра Македонского (323 год до н. э.) спустя два года по соглашению в Трипарадисе Согдиана вместе с Бактрией досталась сатрапу Арианы (переименованной в Дрангиану) Стасанору. В 305 году до н. э. эти владения были завоёваны царством Селевкидов во главе с Селевком I, который был женат на дочери Спитамена — Апаме. В середине III века до н. э. эта сатрапия была преобразована Диодотом в Греко-бактрийское царство, которое просуществовало до II века до н. э., когда было ослаблено кочевыми племенами (скифами и юэчжи) и подчинено Хорезму. В первые века н. э. Согдиана входила в состав Кушанского царства, включавшего территории от Средней Азии до Индии.

### Сакский и кушанский периоды
Наконец, Согдиана была оккупирована кочевниками, когда саки захватили Греко-Бактрийское царство около 145 года до н. э., вскоре за ними последовали юэчжи, кочевые предшественники кушанов. С тех пор примерно до 40 года до н. э. юэчжи вяло чеканили монеты, имитирующие и до сих пор несущие изображения греко-бактрийских царей Эвкратида I и Гелиокла I.
Юэчжи были посещены в Трансоксиане китайской миссией во главе с Чжан Цянем в 126 году до н. э., которая стремилась заключить наступательный союз с юэчжи против хунну.
С 1-го века нашей эры юэчжи превратились в могущественное Кушанское царство, охватывавшее территорию от Согда до восточной Индии. Кушанская империя стала центром прибыльной центральноазиатской торговли. Они начали чеканить уникальные монеты с лицами своих собственных правителей. Считается, что они сотрудничали в военном отношении с китайцами против вторжения кочевников, особенно когда они объединились с генералом империи Хань Бань Чао против согдийцев в 84 году, когда последние пытались поддержать восстание короля Кашгара.

### Сасанидский и эфталитский периоды
Государство Сасанидов завоевало и включило Согдиану в качестве сатрапии в 260 году, надпись, датируемая правлением Шапура I, утверждает, что «Согдиана, до гор Ташкента», как его территория, и отмечает, что её пределы образовывали северо-восточные сасанидские пограничные земли с Кушанским царством. В 350—375 годах Согд был завоёван племенами хионитов.
К V веку регион был захвачен племенами эфталитов.

### Кидаритский, Танский и тюркские периоды
Согдийцы активно взаимодействовали с ханьцами на протяжении многих веков на шёлковом пути. Согдийские диаспоры считаются одними из древнейших в Китае — это подтверждается археологами, нашедшими на территории нынешнего Китая огромное количество согдийских монет, писем и изделий, а также гробниц.
В конце IV—V веках н. э. Согд был покорён хионитами, кидаритами и эфталитами. В 457—509 гг. Согд был частью Кидаритского государства. В VI—VII веках Согд вошёл в состав Тюркского каганата. Китайские хронисты во время правления Тоба Вэй оставили описание Согдианы (Сутэ 粟特). Рассказывали о вторжении хунну (неясно когда и каких именно) в Согдиану, где они убили князя. Четвёртым после вторжения был князь Хуни (忽倪). Согдийские купцы приходили торговать в Лянчжоу. При покорении Увэй войска Тоба Вэй захватили согдийских купцов. Князь Согда согласился выкупить их, вэйцы согласились, но после освобождения купцов дипломатические отношения прервались. Отношения возобновились при Бэй Чжоу в 564 году.
В источниках есть сведения о городах Согда: Иштихане, Кушании, Дабусии.
Сведения о правлении тюрок в этнополитической истории Согда относятся к 580-м годам. Известно, что в 587 году, после подавления восстания Абруя войсками тюркского принца, сына Кара Чурина Янг Соух тегина, он был утвержден владетелем Бухарского оазиса. После него Бухарой в 589—603 годах правил его сын Нили. Затем правил его сын Басы тегин (603—604 гг.).
Тюркскими правителями Бухарского оазиса в середине VIII в. была выпущена группа тюрко-согдийских монет, с надписью «владыки хакана деньга».

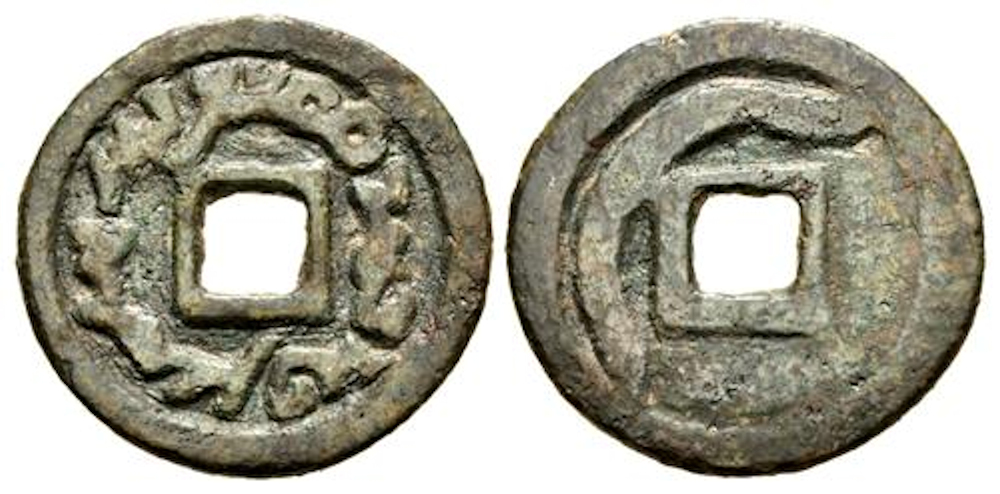
Монета тюркутских каганов (VIII век, Семиречье)

При Тон-ябгу-кагане (618—630 годах) власть тюрков усилилась в Согде. Новые походы в Тохаристан и Афганистан раздвинули границы государства до северо-западной Индии. Тон-ябгу каган провел административную реформу и назначил своих представителей — тудунов — в области, в том числе в Согд, для наблюдения и контроля за сбором дани. Предполагают, что он выпускал свои монеты с надписью «Тун ябгу каган».
Известными правителями согдийского Пенджикента в VII—VIII вв. были тюрок Чекин Чур Бильге и Диваштич. Здесь же был обнаружен фрагмент черновика письма на согдийском языке, в тексте которого есть тюркское имя Туркаш.
Китайская энциклопедия Туньдянь (VIII век н. э.) содержит информацию, согласно которой страна под названием Су-де (Suk-tak, Согдак согласно Хирту, что вероятнее всего соответствует Согду (Согдиане)), которая имела торговые и политические отношения с Китаем в V веке н. э., также называется T'ö-kü-Möng (страна туркмен). В согдийских хозяйственных документах первой четверти VIII века также упоминаются туркмены.

### Согдийские княжества
С IV по VIII век на территории Согда существовало множество автономных княжеств (важнейшее — Самаркандское). Согд играл видную роль в экономической и культурной жизни Востока. Купцы из Согда держали в своих руках торговлю шёлком. Торгово-земледельческие колонии Согда существовали на всех основных караванных путях от Монголии и Китая до Мерва. С VII века по середину VIII века в Самаркандском Согде правила династия ихшидов, известными правителями которой были Шишпир, Вархуман, Мастан-Навиан, Тархун, Гурек, Тургар.
Согласно словарям Самани и Йакути, в самой населённой и цветущей части Согда, между Иштыханом и Кушанией, в местности, считавшейся лучшей в крае по климату, находилось Согдийское храмовое селение Хушвагн.

### Арабский период
В 651 году арабы положили конец правлению Сасанидов в Персии, после чего двинулись в Мавераннахр (Mā warā 'l-nahr, «заречье»), как они называли согдийские земли за Амударьёй. Согдийцы долго сопротивлялись, но в начале VIII века, Согд был завоёван арабами.
Один из последних согдийских правителей, властитель Пенджикента — Деваштич, поднял против завоевателей восстание, но потерпел поражение, когда в 722 году воины хорасанского эмира Саида аль-Хараши обманом выманили его из крепости Муг, где он, укрывшись с остатками воинов, вёл отчаянное сопротивление. Впоследствии в регионе происходили восстания против арабских завоевателей (в частности, в 728—729 годах), а многие согдийцы приняли участие в восстании их единоплеменника Ань Лушаня в Китае.
Династия согдийских ихшидов была ликвидирована персидским полководцем Абу Муслимом в 750 году, через несколько лет после смерти которого, в Мавераннахре начинается очередное восстание, которое возглавляет Муканна.
Долина реки Зеравшан сохраняла своё древнее имя до Средних веков, когда она была известна как Согд Самаркандский. В состав Согда также входил Бухарский оазис и Кашкадарья.

### Саманидский период
Согд окончательно исчезает в эпоху Саманидов, когда новые арабские и персидские топонимы начинают вытеснять согдийские, бактрийские и сакские, например, Бактрия становится Тохаристаном, а сама Согдиана — Мавераннахром.

### Наше время
Ленинабадская область была одной из первых четырёх областей Таджикской ССР вместе с Сталинабадской, Кулябской и Гармской областями, образована Указом Президиума Верховного Совета СССР от 27 октября 1939 года. 19 января 1945 года из южных районов области выделена созданная Ура-Тюбинская область (административный центр — город Ура-Тюбе), которая была ликвидирована через 2 года — 23 января 1947 года, все районы последней вернулись в состав Ленинабадской области. Сама область была ликвидирована 28 марта 1962 года, а восстановлена 23 декабря 1970 года (в этот период в Таджикской ССР временно не было областного деления). 
После распада СССР, в Таджикистане начинается национализация государства: отказ от советского наследия в пользу собственного. Возводятся статуи национальным героям и переименовываются сёлы, города и области. Это не обходит и Ленинабадскую область, которая 10 ноября 2000 года была переименована в Согдийскую.

## Культура
О высоком уровне культуры и искусства Согда свидетельствуют многие открытия советских археологов на его территории (Афрасиаб, Пенджикент, Варахша, Калаи-Муг и др.).
Искусство и культура древнего Согда изучалось такими исследователями как Б. Маршак, А. М. Беленицкий, Л. Альбаум, В.Распопова.
Об архитектуре некоторое представление дают сырцовые постройки и фортификационные сооружения городища Афрасиаба (2-я половина I тыс. до н. э. — первые века н. э.), Кызыл-Кыра и Тали-Барзу (оба — первые века н. э.). Изобразительное искусство ярче всего представлено мелкой терракотовой пластикой (III—I вв. до н. э.). Отдельные терракоты свидетельствуют о проникновении эллинистических художественных принципов; другие показывают формирование локального типа, отличающегося точной передачей этнических черт, обобщенностью и иератизмом образов.
Основной религией был зороастризм, но согдийцев отличала терпимость к другим религиозным направлениям, представленным в их обществе — буддизму, манихеизму, несторианству.

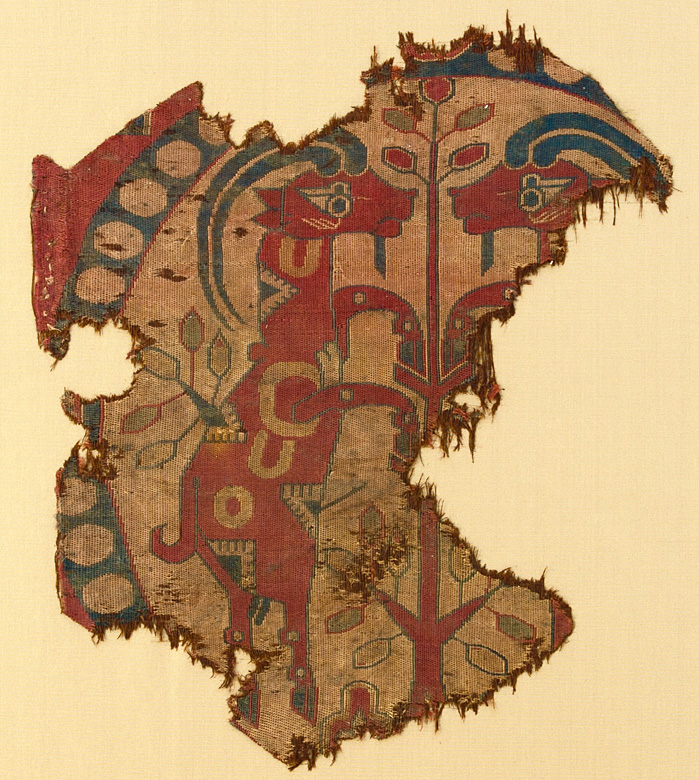
Согдийский шёлковый парчовый фрагмент, датированный около 700 г. н. э.
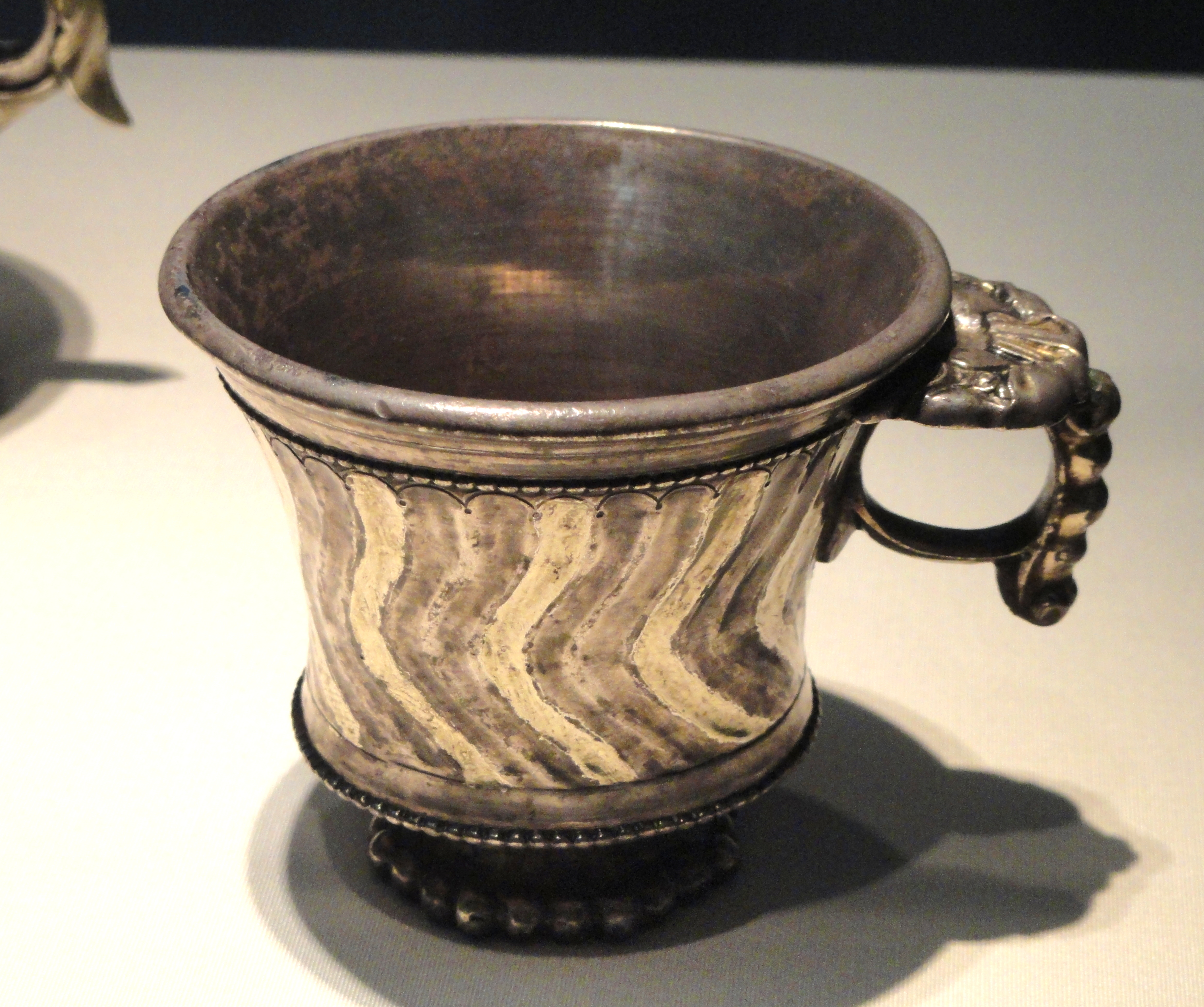
Согдийская серебряная чаша с ртутным золочением, VII век н. э.
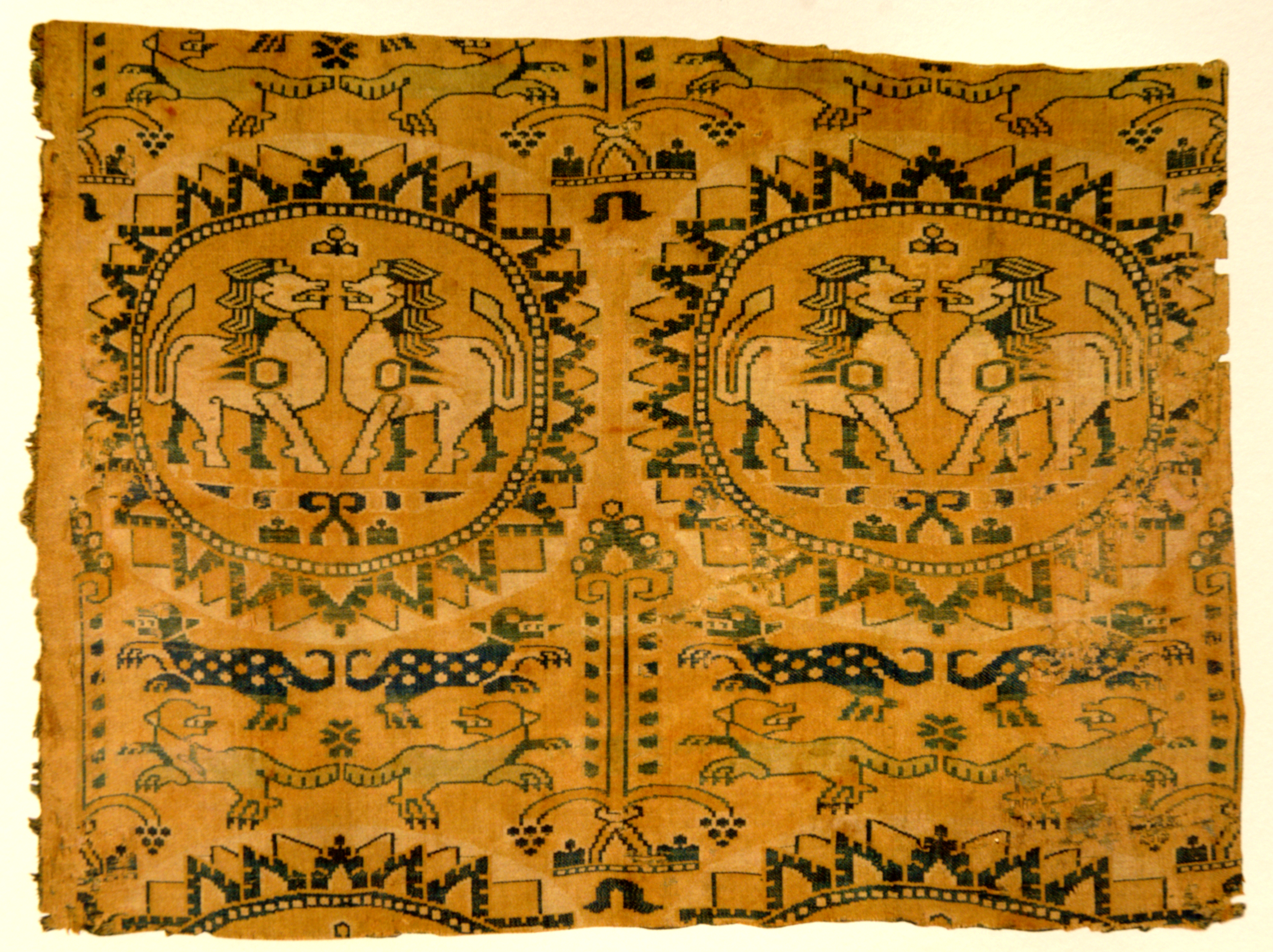
Львы на согдийском полихромном шёлке, VIII век н. э., скорее всего из Бухары

## Одежда
Раннесредневековые согдийские костюмы можно разделить на два периода: эфталитский (V и VI века) и тюркский (VII и начало VIII веков). Последний стал обычным явлением не сразу после политического господства гёктюрков, а только ок. 620 г., когда, особенно после реформ западнотюркского кагана Тун-Джабгу, Согд был тюркизирован и местная знать была официально включена в управление каганата.
Для обоих полов одежда была облегающей, ценились узкие талии и запястья. Силуэты для взрослых мужчин и молодых девушек подчёркивали широкие плечи и сужались к талии; силуэты женщин-аристократок были более сложными. В последующие века согдийская одежда подверглась тщательному процессу исламизации, и от первоначальных элементов осталось немногое. Вместо них более распространёнными стали тюрбаны, кафтаны и пальто с рукавами.

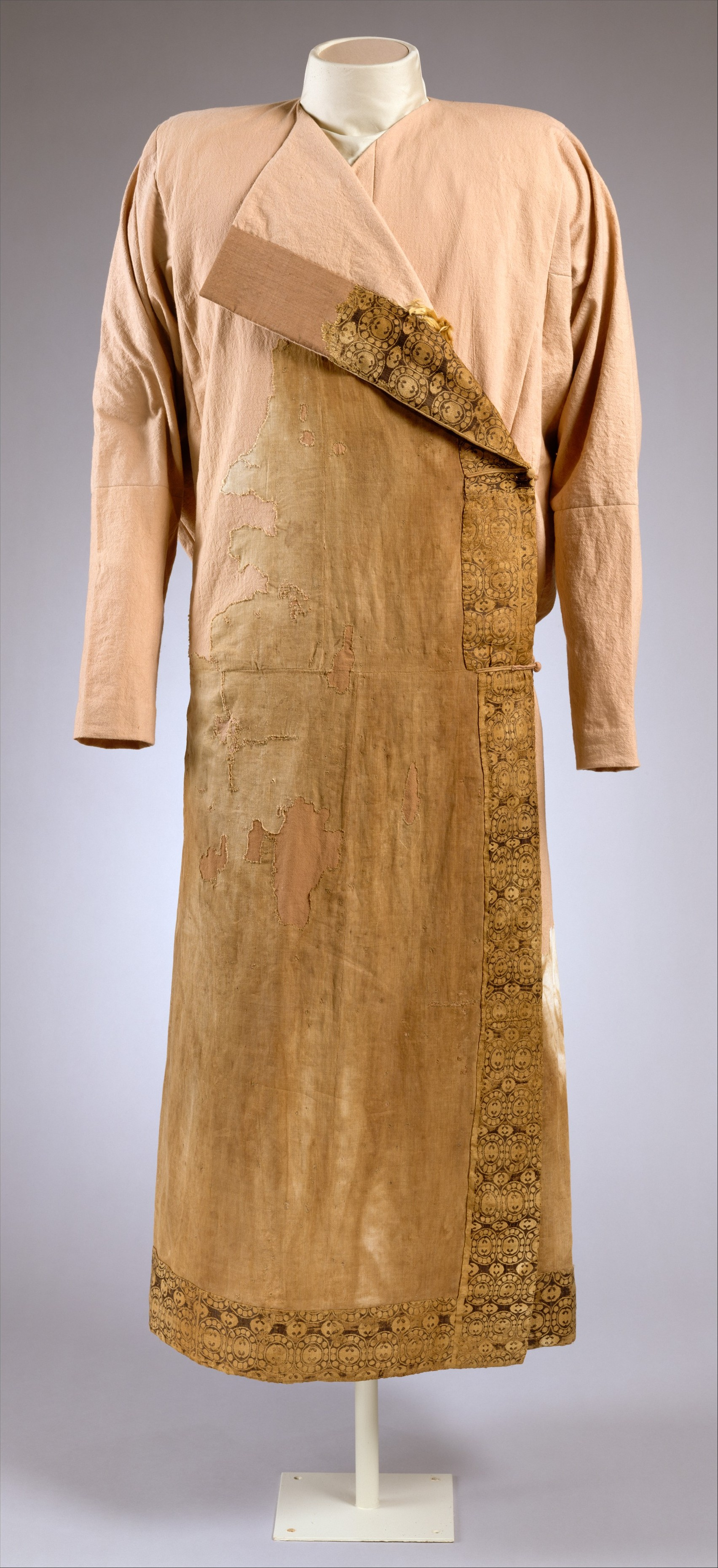
Кафтан, который носил всадник на Великом Шёлковом пути, VIII-X вв. н. э., Метрополитен-музей
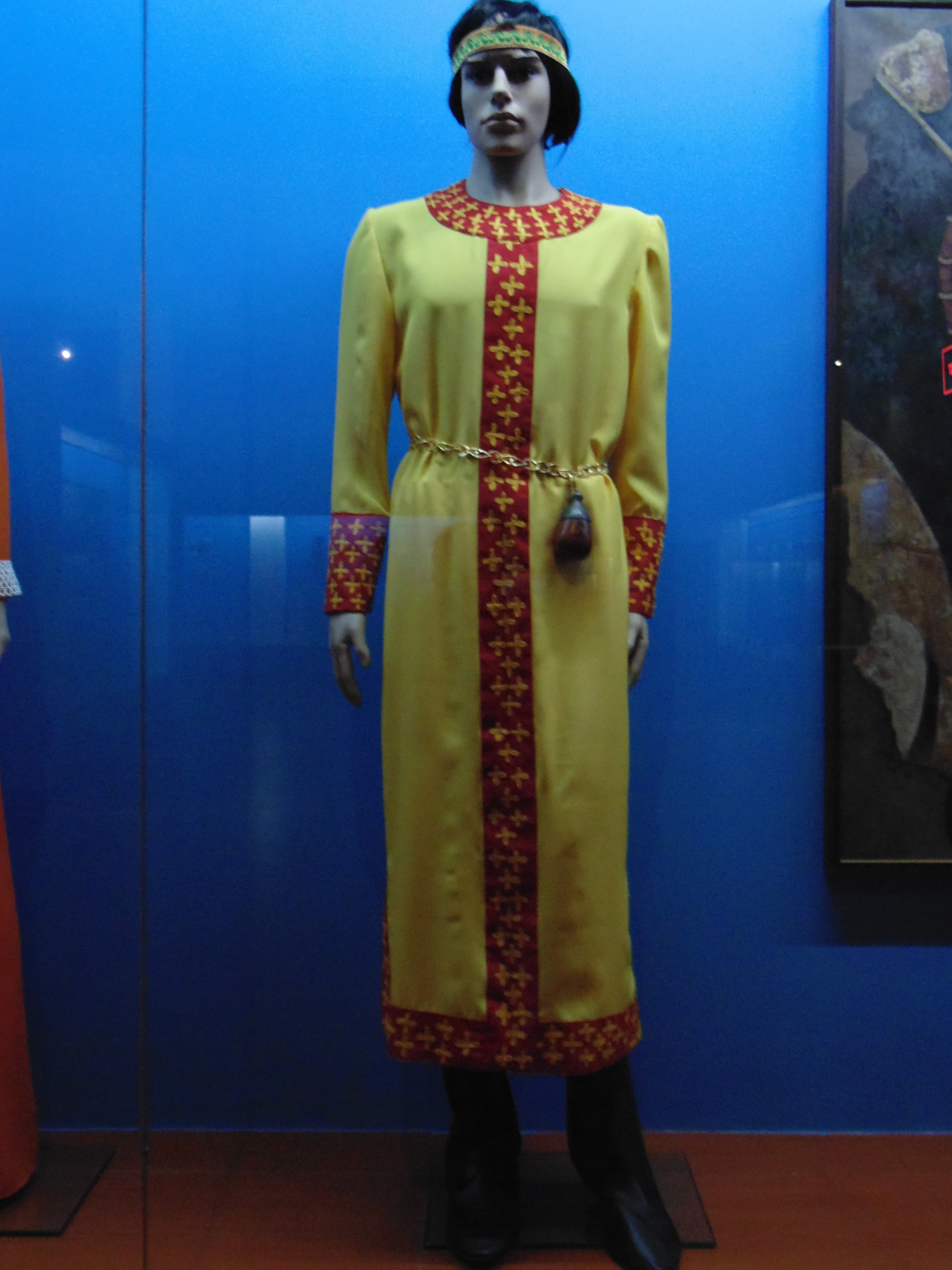
Мужская средневековая согдийская одежда из Пенджикента. Национальный музей Таджикистана, Душанбе
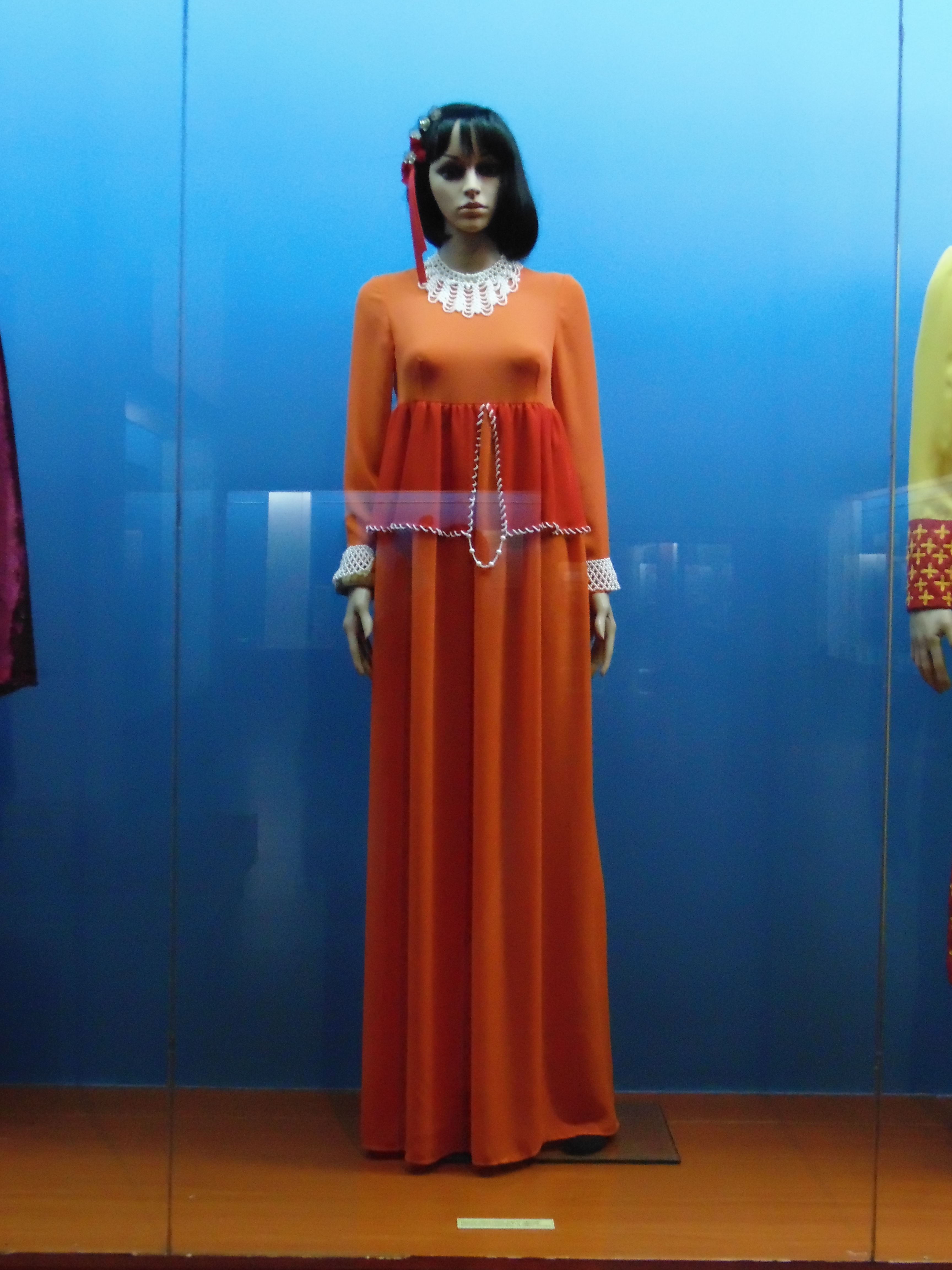
Женская средневековая согдийская одежда из Афрасиаба в Самарканде. Узбекистан, Национальный музей Таджикистана, Душанбе
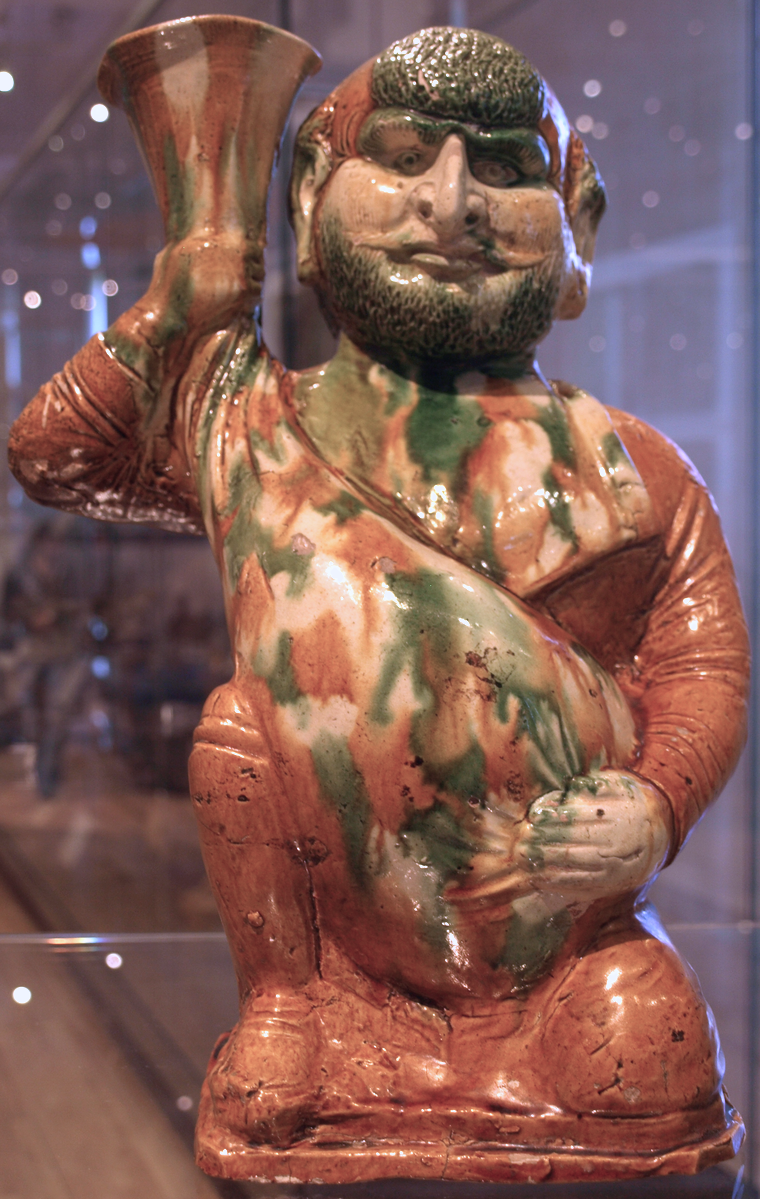
Глазурованная в стиле сань-цай фигурка, изображающая согдийца, держащего бурдюк, китайская династия Тан, около 675-750 гг. н. э.
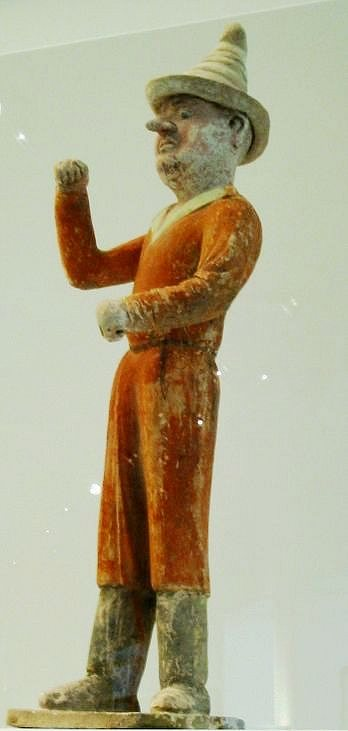
Керамическая фигурка согдийского купца в северном Китае, династия Тан, VI в. н. э.

## География
Согдиана лежала к северу от Бактрии, к востоку от Хорезма и к юго-востоку от Кангюй между Амударьёй и Сырдарьёй, включая плодородную Зеравшанскую долину (древние греки называли ее Политиметом). Территория Согдианы соответствует современным областям Самарканда и Бухары, а также Согдийской области. В эпоху Высокого Средневековья согдийские города включали в себя объекты, простиравшиеся до Иссык-Куля, например, археологические раскопки в Суябе[что?].

## Правители

### Сатрапы
- Согдиана (столица — Мараканда)
  - Спитамен (329–328 гг. до н. э.)
  - Аримазес (328–327 гг. до н.э.)
- В составе Бактрии (с 325 г. до н. э.)
  - Артабаз II (329–328 гг. до н. э.)
  - Клит Чёрный (328 г. до н.э.)
  - Аминта (327 г. до н.э.)
  - Филипп (327–321 гг. до н.э.)
  - Стасанор (321–305 гг. до н.э.)
  - Селевк I Никатор (305 г. до н. э.)
  - Демодам (294–293 и 281–280 гг. до н.э.)

### Греко-бактрийские цари
- Диодотиды
  - Диодот I  (256–248 гг. до н. э.)
  - Диодот II (248–235 гг. до н. э.)

- Евтидемиды
  - Евтидем I (235–200 гг. до н. э.)
  - Деметрий I (200–185 гг. до н. э.)
  - Евтидем II (200–190 гг. до н. э)
  - Антимах I (185–180 гг. до н. э.)
  - Панталеонт (180–175 гг. до н. э.)
  - Деметрий II (175–170 гг. до н. э.)
  - Агафокл Бактрийский (180–165 гг. до н. э.)

- Евкратиды
  - Эвкратид I (165–155 гг. до н. э.)
  - Гелиокл I (155–140 гг. до н. э.)
  - Евкратид II (140–130 гг. до н. э.)

### Завоеватели
- Юэчжи (130–40 гг. до н. э.)
- Кушанские цари (40 г. до н. э.–225 г. н. э.)
- Кушано-сасанидские цари (225–320 гг.)
- Кидариты (320–450 гг.)
- Эфталиты (450–565 гг.)
- Тюркуты (565–630 гг.)

### Ихшиды
| Имя           | Годы правления    |
| ------------- | ----------------- |
| Шишпир        | 642–655           |
| Вархуман      | 650–690           |
| Тукаспадак    | 696–698           |
| Мастан-Навиан | 698–700           |
| Тархун        | 700–710           |
| Гурек         | 710–718 и 722–738 |
| Деваштич      | 718–720           |
| Баничур       | 731–738           |
| Тургар        | 738–750           |

### Худаты
| Имя                 | Примечания                                                                                               | Годы правления |
| ------------------- | --- | -------------- |
| Кана                | первый известный худат, сын или внук Янг-соуха                                                           | 604–630        |
| Макат               | родственник Кана                                                                                         | 630–659        |
| Бидун               | муж Хутак-хатун, сверг Маката и первым начал использовать титул бухархудат и создал одноимённую династию | 659–681        |
| Хутак-хатун         | жена Бидуна, мать Туксбады I                                                                             | 673–692        |
| Туксбада I          | сын Бидуна и Хутак Хатун                                                                                 | 681–724        |
| Хунук               | варданхудат, правитель Варданы                                                                           | 706–709        |
| Туксбада II         | сын Туксбады I                                                                                           | 724–739        |
| Кутайба ибн Тугшада | брат Туксбады II                                                                                         | 739–753        |
| Туксбада III        | неизвестный бухархудат, имя условно                                                                      | 753–?          |
| Сукан               | сын Тукбада III                                                                                          | ?–775          |
| Буньят              | брат Сукана, поддержал Муканну в его восстании против арабов                                             | 775–782        |
| Абу Исхак Ибрагим   | родственник Буньята                                                                                      | 782–809        |

### Афшины
| Имя                 | Годы правления |
| ------------------- | -------------- |
| Джамукиан           | ?–650          |
| Чекин Чур Бильге    | 693–709        |
| Деваштич            | 708–722        |
| Карабугра           | 739–795        |
| Кавус ибн Карабугра | 802–830        |
| Хайдар ибн Кавус    | 830–841        |